# 东体育会路

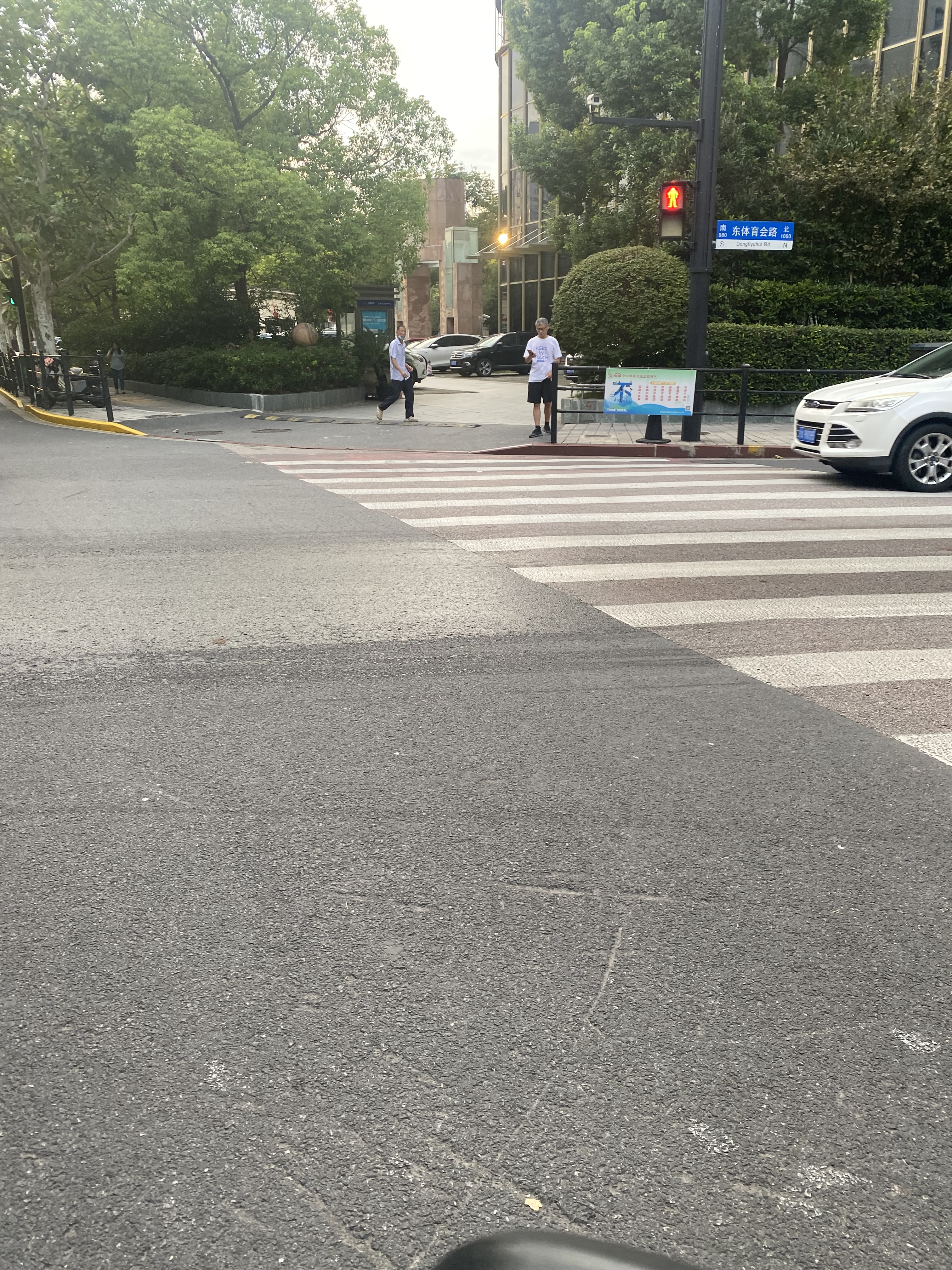
中山北二路東體育會路路口

東體育會路是中華人民共和國上海市虹口區的一條道路，共分三段，其中兩段為南北走向，一段為東西走向。東西走向的路段西起東江灣路，東至南北走向的東體育會路。較短的南北走向路段北起大連西路，南至虹口足球場。較長的南北走向路段北起曲陽路，南至大連西路。道路全長1995米，始建於中華民国6年（1917年），道路由於可以通往万国体育场，所以建立初期得名新体育会路。20世纪30年代更名為東體育會路。